# Mademoiselle Rose
Mademoiselle Rose, o Madamigella Rosa in italiano, anche noto come Nudo seduto (Nu assis), è un dipinto dell'artista romantico francese Eugène Delacroix, ritenuto uno dei migliori pittori della scuola romantica francese. Questo nudo venne dipinto prima del 1824, e attualmente è esposto al Louvre di Parigi. Un quadro simile si trova alla Alte Nationalgalerie di Berlino.

## Storia e descrizione
Davanti a uno sfondo neutro (simile a quello dei dipinti di Jacques-Louis David) si trova una modella vista di lato, seduta su una specie di piedistallo di legno in parte coperto da uno scialle di stoffa rossa con ricami e nappe dorati. Il suo piede sinistro poggia su un blocco di legno; la sua testa si gira verso lo spettatore, pertanto è vista frontalmente.
Questo nudo è dipinto in una posa da studio un po' scomoda. La modella è stata identificata (anche se non è certo) con Mademoiselle Rose, una modella artistica che, secondo Alfred Robaut, il biografo di Delacroix, posò varie volte per lui e per Richard Parkes Bonington. Si ritiene che fosse una modella dello studio di Pierre-Narcisse Guérin. In una lettera al suo amico Pierret, di solito datata al 1820, Delacroix scrisse:
Questo nudo in particolare è dipinto con un'accuratezza quasi naturalistica, senza alcun orpello decorativo o idealizzazione. Anche se sono già presenti le variazioni della luce sulla pelle che interessavano tanto l'artista, il pigmento, applicato con tocchi magistrali in un impasto granuloso, non ha ancora acquisito la fluidità che deriva dall'influenza della pittura inglese. Quest'ultima sarebbe comparsa per la prima volta al Salone del 1824, dove Delacroix vide delle opere di John Constable, e poi nel 1825, dopo la sua visita a Londra.